# Aleksandr Paszutin
Aleksandr Siergiejewicz Paszutin (ros. Александр Сергеевич Пашутин; ur. 28 stycznia 1943 w Moskwie) – radziecki i rosyjski aktor kinowy i teatralny.

## Lata młodości i edukacja
Jest synem Siergieja Iwanowicza Paszutina, który był żołnierzem (z wojny wrócił jako inwalida wojenny) i Kławdii Nikołajewnej Paszutiny. W dzieciństwie był członkiem zespołu tanecznego im. Aleksieja Łoktiewa. W latach 1955–1960 uczył się w Suworowskiej Szkole Militarnej, w której trenował piłkę nożną, koszykówkę i boks. Filmem zainteresował się w ósmej klasie. Wówczas, wbrew zakazom matki, zaczął występować w teatrze im. Konstantina Stanisławskiego. W 1964 rozpoczął studia aktorskie w Szkole-studiu przy MChAT, które ukończył w 1968.

## Kariera aktorska
Po ukończeniu studiów zaczął występy w teatrze im. Nikołaja Gogola. Występował w nim do 1981. W 1967 po raz pierwszy zagrał rolę w filmie telewizyjnym, a w 1970 zadebiutował w filmie kinowym – „Gorodskoj romans” Piotra Todorowskiego (rola doktora Kricza). W 1985 przeszedł do teatru im. Marii Jermołowej, a od 1996 gra w Mossowiecie.
W 2003 wziął udział w trzeciej edycji rosyjskiej wersji programu Survivor. W 2006 w parze ze Swietłaną Bogdanową wystąpił w rosyjskiej wersji programu Taniec z gwiazdami. W 2010 uczestniczył w rosyjskiej wersji programu Wipeout, a w 2012 – w Fort Boyard.

## Życie prywatne
Żonaty z Lubow Wiktorowną Paszutiną (ur. 1956), z którą ma dwie córki: Mariję Aleksandrowną Czurgiejewą (ur. 1972) i Olgę Aleksandrowną Andropową. Doczekał się także pięciu wnuków: Jegora Czurgiejewa (ur. 1996), Marii Czurgiejewej (ur. 2002), Warwary Czurgiejewej (ur. 2004), Anastasii Andropowej (ur. 1997) i Artioma Andropowa (ur. 2002).
Wcześniej miał jeszcze dwie żony: Marinę Szonię i Ałłę Zacharową.

## Wyróżnienia
- Zasłużony Artysta Federacji Rosyjskiej (1992)[3]
- Ludowy Artysta Federacji Rosyjskiej (1999)[4].